# Лопастино (Ленінградська область)
Лопастино (рос. Лопастино) — присілок Бокситогорського району Ленінградської області Росії. Входить до складу Єфімовського міського поселення.
Населення — 2 особи (2003 рік). 